# Józef Urbanowicz

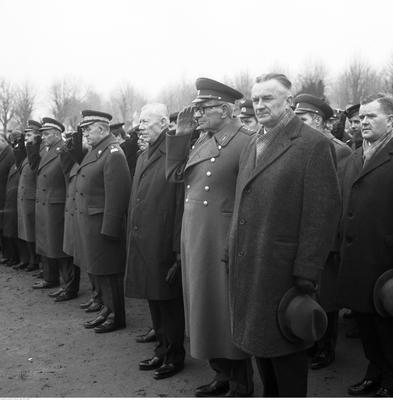
Uroczystości z okazji 25-lecia wyzwolenia Kołobrzegu, 16 marca 1970, od prawej: Piotr Jaroszewicz, gen. Stanisław Popławski, Zenon Nowak i gen. Józef Urbanowicz

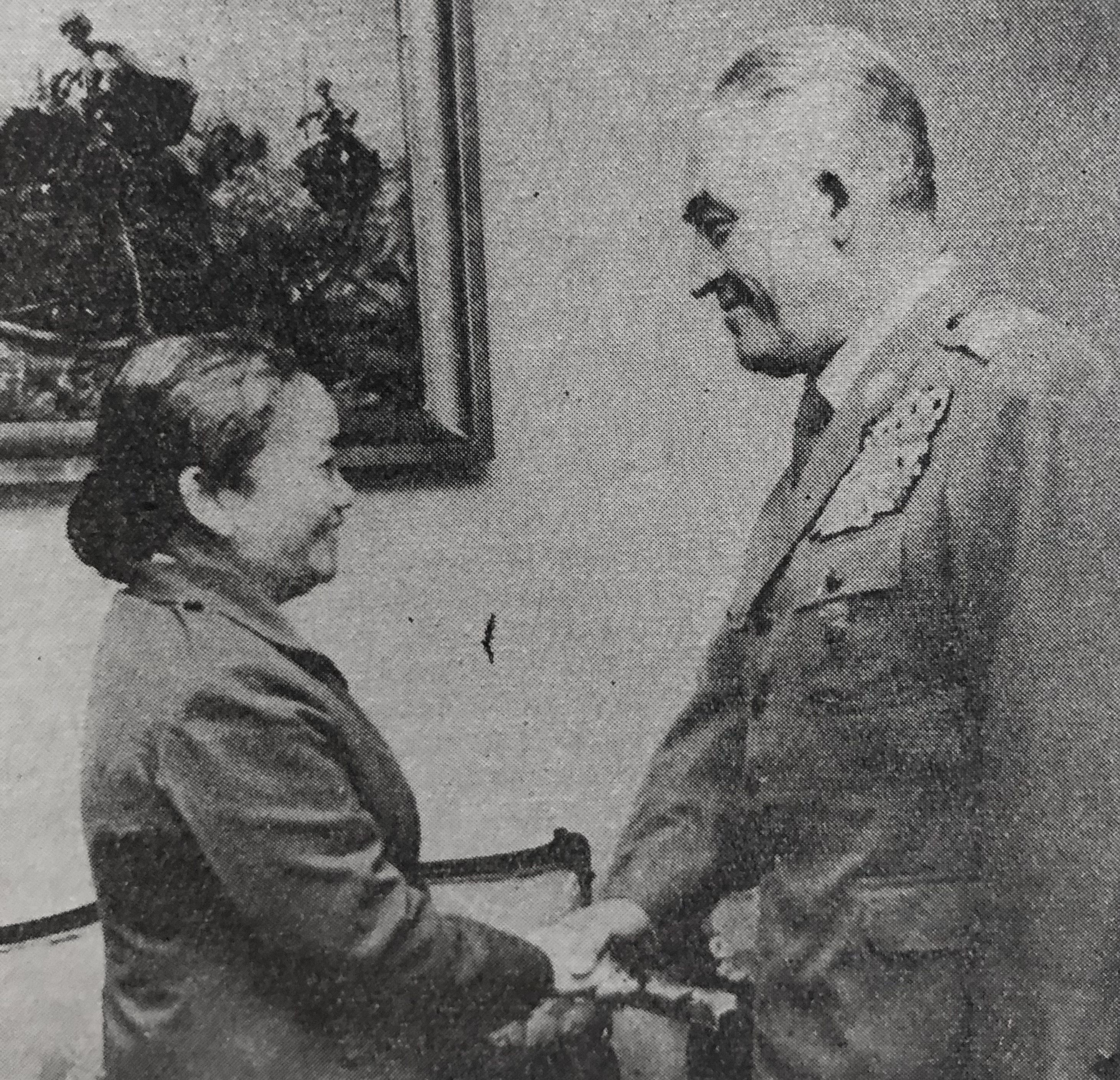
Wizyta zastępczyni naczelnego dowódcy Narodowowyzwoleńczych Sił Zbrojnych Wietnamu Południowego Nguyen Thi Dinh u wiceministera obrony narodowej gen. broni Józef Urbanowicza, Warszawa 1976

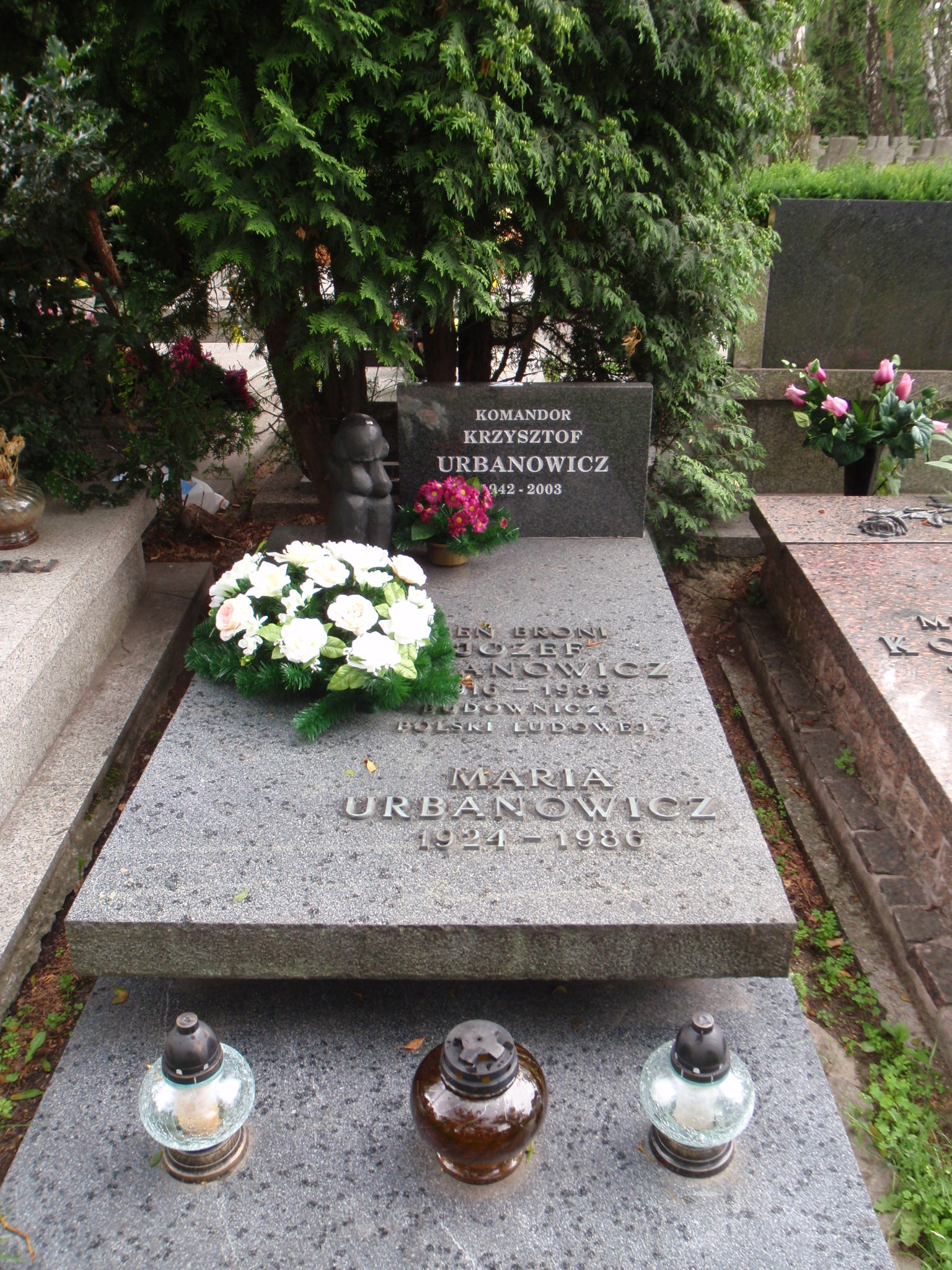
Grób gen. broni Józefa Urbanowicza i jego żony Marii na cmentarzu Wojskowym na Powązkach w Warszawie

Józef Urbanowicz (ur. 12 marca?/25 marca 1916 w Orle, zm. 6 lipca 1989 w Warszawie) – polski wojskowy i działacz polityczny, generał broni ludowego Wojska Polskiego, szef Głównego Zarządu Politycznego WP (1965–1971), wiceminister obrony narodowej PRL (1968–1984), działacz partyjny i państwowy, członek Komitetu Centralnego PZPR, poseł na Sejm PRL IV, V, VI, VII i VIII kadencji, ambasador PRL w Mongolii. Budowniczy Polski Ludowej.

## Życiorys
Był synem mieszkającego w Rydze robotnika, Józefa Urbanowicza, zmobilizowanego po wybuchu I wojny światowej do armii rosyjskiej i Adeli z Gutakowskich, która uciekła z Łotwy do Rosji przed nacierającymi wojskami niemieckimi. W 1920 wrócił z rodzicami do Rygi, gdzie ukończył polską szkołę podstawową, a w 1932 krótko był uczniem w polskim gimnazjum w Rydze; naukę przerwał z powodu trudności materialnych rodziny. W latach 1932–1935 robotnik w Zakładach Mechanicznych w Rydze, w okresie 1934–1938 uczeń wieczorowy w Państwowej Szkole Morskiej w Rydze (Wydział Mechaniczny), w latach 1935–1938 – marynarz floty handlowej, w okresie 1938–1939 odbywał zasadniczą służbę wojskową w łotewskiej armii jako elew szkoły podoficerskiej w Alūksne; z powodu komunistycznych przekonań politycznych nie skończył szkoły i został zwolniony do rezerwy jako starszy strzelec. Robotnik-mechanik w fabryce tekstylnej w Rydze.
Po okupacji Łotwy przez Armię Czerwoną w czerwcu 1940 i jej aneksji przez Związek Radziecki został redaktorem naczelnym polskojęzycznej gazety w Rydze „Czerwony Sztandar”. Od 1941 oficer Armii Czerwonej. Walczył m.in. pod Moskwą, pod Starą Russą i na Froncie Północno-Zachodnim. Był trzykrotnie ranny i dwukrotnie kontuzjowany. W 1943 został skierowany do służby w Polskich Siłach Zbrojnych w ZSRR na stanowisko zastępcy dowódcy 4 Dywizji Piechoty im. Jana Kilińskiego do spraw politycznych. Wziął udział w zaślubinach żołnierzy 1 Armii WP z morzem.
Od 1945 na kierowniczych stanowiskach w aparacie partyjno-politycznym Wojska Polskiego. 5 kwietnia 1945 objął dowodzenie Grupą Organizacyjną Dowództwa Marynarki Wojennej. W latach 1945–1951 był zastępcą dowódcy Marynarki Wojennej do spraw politycznych – Szefem Zarządu Polityczno-Wychowawczego Marynarki Wojennej. Po dezercji do Szwecji okrętu hydrograficznego "Żuraw" otrzymał naganę i został przeniesiony do korpusu oficerów wojsk lądowych. Od 1951 do 1954 był zastępcą do spraw politycznych dowódcy Pomorskiego Okręgu Wojskowego – szefem Zarządu Politycznego okręgu. Od 1954 był zastępcą  dowódcy Wojsk Lotniczych i Obrony Przeciwlotniczej Obszaru Kraju do spraw politycznych, a od 1957 zastępcą  komendanta Akademii Sztabu Generalnego WP im. gen. Karola Świerczewskiego do spraw politycznych. W latach 1958–1960 był komendantem Wojskowej Akademii Politycznej im. Feliksa Dzierżyńskiego. Generał brygady od 1958. Generał dywizji od 1964. W latach 1960–1965 zastępca szefa, a w latach 1965–1971 szef Głównego Zarządu Politycznego WP. Jego zastępcami byli generałowie: Jan Czapla, Mieczysław Grudzień, Franciszek Księżarczyk, Władysław Polański, Edward Szpitel i Zbigniew Szydłowski.
W latach 1968–1984 – wiceminister obrony narodowej, od 1971 równocześnie zastępca ministra do spraw ogólnych. Generał broni od 1973.
Należał do Komunistycznej Partii Łotwy (1939–1940), Wszechzwiązkowej Komunistycznej Partii (bolszewików) (1940–1944), Polskiej Partii Robotniczej (1944–1948), a od 1948 – Polskiej Zjednoczonej Partii Robotniczej. W latach 1968–1971 – zastępca członka Komitetu Centralnego PZPR, a w latach 1971–1986 – członek KC PZPR.
W latach 1965–1985 poseł na Sejm PRL IV, V, VI, VII i VIII kadencji. Wieloletni wiceprezes Zarządu Głównego Związku Bojowników o Wolność i Demokrację. W latach 1969–1984 przewodniczący Komitetu Redakcyjnego „Wojskowego Przeglądu Historycznego”. Wieloletni członek Rady Redakcyjnej organu teoretycznego i politycznego KC PZPR „Nowe Drogi”. 10 października 1983 został wyróżniony wpisem do Honorowej Księgi Czynów Żołnierskich.
W latach 1984–1987 ambasador PRL w Mongolii. Od 1988 w stanie spoczynku. W związku z zakończeniem zawodowej służby wojskowej pożegnany przez I sekretarza KC PZPR, Zwierzchnika Sił Zbrojnych PRL gen. armii Wojciecha Jaruzelskiego. Służył w Wojsku Polskim przez 45 lat, z czego aż 30 w stopniu generalskim.
Mieszkał i zmarł w Warszawie. W jego pogrzebie na Cmentarzu Wojskowym na Powązkach w Warszawie (kwatera B 4 rz. 7 m. 7) uczestniczył m.in. I sekretarz KC PZPR, przewodniczący Rady Państwa gen. armii Wojciech Jaruzelski, prezes Rady Naczelnej ZBoWiD prof. Henryk Jabłoński oraz minister obrony narodowej, członek Biura Politycznego KC PZPR gen. armii Florian Siwicki. Mowę pogrzebową w imieniu kierownictwa MON wygłosił wiceminister obrony narodowej - zastępca ministra do spraw ogólnych gen. broni dr Antoni Jasiński.

## Życie prywatne
Mieszkał w Warszawie. Od 1949 żonaty z Marią z domu Główka (1924–1986). Miał dwóch synów.

## Ordery i odznaczenia
- Krzyż Srebrny Orderu Wojennego Virtuti Militari
- Order Budowniczych Polski Ludowej (1974)[4]
- Krzyż Oficerski Orderu Odrodzenia Polski (1954)
- Krzyż Kawalerski Orderu Odrodzenia Polski (1949)
- Order Sztandaru Pracy  I klasy (1968)
- Order Sztandaru Pracy II klasy (1963)
- Order Krzyża Grunwaldu III klasy (1945)
- Złoty Krzyż Zasługi (1946)
- Srebrny Krzyż Zasługi (1945)
- Srebrny Medal „Zasłużonym na Polu Chwały”
- Medal 10-lecia Polski Ludowej (1954)
- Medal 30-lecia Polski Ludowej (1974)
- Medal 40-lecia Polski Ludowej (1984)
- Medal za Warszawę 1939–1945
- Medal za Odrę, Nysę, Bałtyk
- Medal Zwycięstwa i Wolności 1945
- Złoty Medal Medal „Siły Zbrojne w Służbie Ojczyzny” (1958)
- Srebrny Medal „Siły Zbrojne w Służbie Ojczyzny”
- Brązowy Medal „Siły Zbrojne w Służbie Ojczyzny”
- Medal „Za udział w walkach o Berlin” (1967)
- Złoty Medal Medal „Za zasługi dla obronności kraju” (1973)
- Srebrny Medal „Za zasługi dla obronności kraju” (1968)
- Brązowy Medal „Za zasługi dla obronności kraju” (1966)
- Medal Komisji Edukacji Narodowej
- Złota Odznaka „Za zasługi w ochronie porządku publicznego”
- Złota Odznaka „Za Zasługi dla Obrony Cywilnej” (1983)
- Złota Odznaka „Za zasługi w obronie granic PRL” (1976)
- Złota Odznaka „Zasłużony Działacz Kultury Fizycznej” (1968)[5]
- Złoty Medal „Za zasługi dla Ligi Obrony Kraju”
- Złote Odznaczenie im. Janka Krasickiego
- Odznaka 1000-lecia Państwa Polskiego
- Odznaka Grunwaldzka
- Medal im. Ludwika Waryńskiego (1986)[6]
- Złota Odznaka Honorowa Towarzystwa Przyjaźni Polsko-Radzieckiej
- Złota odznaka Związku Nauczycielstwa Polskiego (1966)[7]
- Medal „Za zasługi dla Pomorskiego Okręgu Wojskowego” (1970)[8]
- Medal „Zasłużonemu dla Lotnictwa”
- Medal „Za zasługi dla Wojsk Obrony Powietrznej Kraju”
- Medal „Za Zasługi dla Marynarki Wojennej”
- Medal Sztabu Generalnego WP „Amor Patriae Suprema Lex”
- Odznaka „Zasłużony dla Śląskiego Okręgu Wojskowego”
- Medal pamiątkowy „Za zasługi dla Warszawskiego Okręgu Wojskowego”
- Odznaka „Za Zasługi dla Związku Socjalistycznej Młodzieży wojskowej”
- Złota Odznaka Kół Młodzieży Wojskowej
- Medal „100 lat ruchu robotniczego w Polsce” (1982)[9]
- Medal 100-lecia sportu polskiego  (1968)[10]
- Medal „50-lecia lotnictwa sportowego w Polsce” (1969)[11]
- Honorowa Odznaka 30-lecia PPR (1972)[12]
- Tytuł „Honorowy członek PTTK” (1968)[13]
- Odznaka honorowa „Za zasługi dla Gdańska” (1960)[14]
- Złota odznaka honorowa „Za Zasługi dla Warszawy” (1960)[15]
- Odznaka honorowa „Za zasługi w rozwoju województwa koszalińskiego” (1968)[16]
- Medal „Za Umacnianie Braterstwa Broni” (1980, Bułgaria)
- Medal „30-lecia Bułgarskiej Armii Ludowej” (Bułgaria) (1974)
- Order Czerwonego Sztandaru (Czechosłowacja) (1971)
- Krzyż Wojenny Czechosłowacki 1939 (Czechosłowacja)
- Medal „Za umacnianie Przyjaźni Sił Zbrojnych” I stopnia (1970 i 1980, Czechosłowacja)
- Medal „30-lecia Powstania Czechosłowackiej Armii Ludowej” (Czechosłowacja)
- Order Obrońców Ojczyzny (1967, Jugosławia)
- Order Armii Ludowej z Laurowym Wieńcem (1967, Jugosławia)
- Medal „Braterstwa Broni” (1983, Kuba)
- Medal „Za Bojowe Zasługi” (Mongolia)
- Medal „50 rocznica Mongolskiej Armii Ludowej” (1971)
- Złoty Order Zasługi dla Ojczyzny (1975, Niemcy Wschodnie)
- Medal „Za Ochronę Władzy Robotniczo-Chłopskiej” (Niemcy Wschodnie)
- Złoty Medal „Virtutea Ostaseasca” (1971, Rumunia)
- Medal Braterstwa Broni (1963, Rumunia)
- Order Czerwonej Gwiazdy (1977, Węgry)
- Order Lenina (1968, Związek Radziecki)
- Order Czerwonego Sztandaru (Związek Radziecki) (dwukrotnie)
- Order Przyjaźni Narodów (1973, Związek Radziecki)
- Medal „Za odwagę” (Związek Radziecki)
- Medal „Za zasługi bojowe” (Związek Radziecki)
- Medal jubileuszowy „W upamiętnieniu 100-lecia urodzin Władimira Iljicza Lenina” (1970, Związek Radziecki)
- Medal „Za obronę Moskwy” (Związek Radziecki)
- Medal „Za zdobycie Berlina” (Związek Radziecki)
- Medal „Za umacnianie braterstwa broni” (Związek Radziecki)
- Medal „Za zwycięstwo nad Niemcami w Wielkiej Wojnie Ojczyźnianej 1941–1945” (Związek Radziecki)
- Medal jubileuszowy „Dwudziestolecia zwycięstwa w Wielkiej Wojnie Ojczyźnianej 1941–1945” (Związek Radziecki)
- Odznaka „25 lat Zwycięstwa w Wielkiej Wojnie Ojczyźnianej” (1970, Związek Radziecki)[17]
- Medal jubileuszowy „Trzydziestolecia zwycięstwa w Wielkiej Wojnie Ojczyźnianej 1941–1945” (1975, Związek Radziecki)
- Medal jubileuszowy „Czterdziestolecia zwycięstwa w Wielkiej Wojnie Ojczyźnianej 1941–1945” (1985, Związek Radziecki)
- Medal jubileuszowy „30 lat Armii Radzieckiej i Floty” (Związek Radziecki)
- Medal jubileuszowy „50 lat Sił Zbrojnych ZSRR” (1968, Związek Radziecki)[18]
- Medal jubileuszowy „60 lat Sił Zbrojnych ZSRR” (1978)
- Medal jubileuszowy „70 lat Sił Zbrojnych ZSRR” (1988)